# Charles Sadoul
Pour les articles homonymes, voir Sadoul.
Charles Sadoul, né à Raon-l'Étape le 24 mai 1872 et mort à Nancy le 15 décembre 1930, est un écrivain et un ethnologue lorrain.

## Biographie
Charles Sadoul est le fils d'Adrien Sadoul (1841-1879), brasseur, adjoint au maire de Raon-l'Étape, conseiller général de 1871 à 1879. Étudiant à la faculté de droit de l'Université de Nancy, il a passé son doctorat en droit en présentant sa thèse sur Essai historique sur les institutions judiciaires des duchés de Lorraine et de Bar avant les réformes de Léopold Ier en 1898. À l'été 1899, il a obtenu le portefeuille des assurances générales à Nancy.
Il est le fondateur de plusieurs périodiques régionaux, Le Pays lorrain en 1904 et La Revue lorraine illustrée en 1906. Il fut également conseiller général du canton de Raon-l'Étape de 1919 à son décès et conservateur du Musée lorrain à partir du 2 décembre 1910.
Marié à Anna Claude, il est le père de cinq enfants, dont l'historien du cinéma Georges Sadoul.
La bibliothèque personnelle de Charles Sadoul est conservée à la médiathèque de Saint-Dié-des-Vosges.

## Hommages

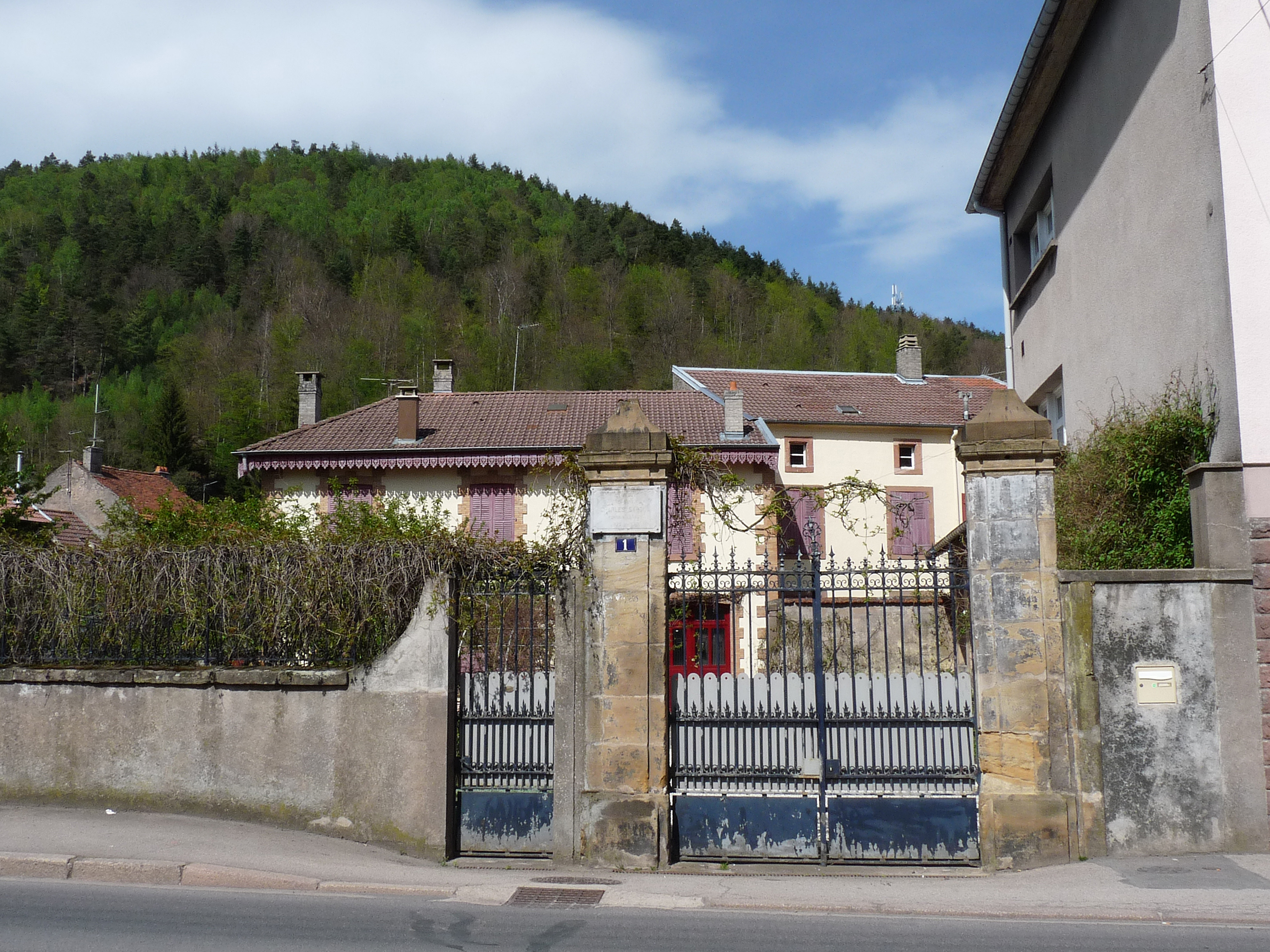
Maison de Charles Sadoul à Raon-l'Étape.

À Nancy et à Metz des rues portent son nom. À Raon-l'Étape une plaque commémorative est apposée sur la maison dans laquelle il vécut.